# Авреол
Авреол (лат. Aureolus) — очільник римських військ в Іллірії за часів імператора Галлієна. Був одним з «Тридцяти тиранів» — короткочасних узурпаторів імператорської влади 260-з років. Давні джерела містять про Авреола досить скромну інформацію і суперечать між собою.

## Життєпис
Точна дата народження Авреола невідома. Зонара розповідає, що він був пастухом, народився в римській провінції Дакія, на Північ від Дунаю. Можна припустити, що він вступив на службу до римської армії, як і інші даки. Але йому вдалося привернути увагу Галлієна, тодішнього імператора.
Авреол разом з Галієном заснували новий кавалерійський корпус. Авреол працював над формулюванням самодостатньої кавалерії, та намагався посилити її ефективність. Кавалерія була створена на Медіолане (сучасний Мілан). Авреол був першим командиром цієї армії при імператорі.
Авреол відзначився в історії в 258 р. (або 260 р., точна дата не відома), коли його кавалерія була головною причиною поразки узурпатора Інгенуя в битві при Мурсі.
В «Історії Августів» розповідається, що Авреол володів Ілліріком
```
«Отож, Оденат став імператором майже всього Сходу, тоді як Ілліриком володів Авреол, Римом — Галлієн…».
```

Деякі джерела повідомляють, що він був імператором Ілліріка. В 261 р. десь в Центральних Балканах Макріан зав'язав битву з полководцем імператора Авреола — Доміціаном, який став проти Галієна і взяв на себе імператорську владу. Військо Макріана складало сорок п'ять тисяч воїнів. Після його поразки під владу Авреола відійшло тридцять тисяч воїнів, а деякі були підкуплені і стали його прихильниками. Це зробило його могутнім і зміцнило авторитет.
Галієн вирішив заключити мир і припинити міжусобиці, для того, щоб Авреол допоміг йому в битві проти Постума. Він погодився і супроводжував імператора Галієна в спробі приглушити бунт Постума та його Галльської імперії. Але Постуму вдалося втекти. Саме він був головним винуватцем смерті сина Галієна. Зосім в своїй Новій історії говорить, що Авреол брав участь в змові проти Галієна, але був помилуваний:
```
«Галлієн був вражений цими подіями і повернувся у Рим, щоб перенести в Італію війну проти скіфів. Тоді Мемор Мавр, Авреол, Антонін і багато інших зловмишляли проти нього, але майже всі вони були передані в руки законності. Врятувався лише Авреол, який затаїв свій гнів проти імператора.»
```

Ніхто дотепер не знає, чому Авреол так вчинив із Галієном, можливо були якісь особисті непорозуміння, про які джерела мовчать. Після того, як його довіра Галієну похитнулася, він був позбавлений звання командувача кавалерії. Таке пониження було принизливим для Авреола. Пізніше він здійснив кампанії проти гетів, особливо відзначився в битві на річці Нестус, що розділяла провінції Македонію і Фракію. Пізніше він захопив Медіолан і запропонував Постуму оспорити владу Гелієна. Авреол використав медіоланський монетний двір для чекання монет з профілем Постумана на аверсі, а на реверсі — заклик кавалеристам покинути Галлієна і перейти на його сторону. Але Постум проігнорував Авреола. Можливо Авреол був незадоволений політикою Галієна, який позбавив його звання командувача армії.
Галлієн, не вагаючись, швидко створив армію з якою пішов на Північ Італії, де на початку літа зіштовхнувся з військами Авреола. Битва відбулася на схід від Мілану, на річці Адда, в якій Авреол зазнав поразки. Він був змушений тікати до Мілану, де проголосив себе імператором. Саме в той час відбулася змова проти Галієна, в якій брали участь полководець Маркіян, префект преторія Аврелій Гераклін і Цероній, а також майбутні імператори — Клавдій і Аврелій. Вбивство Галієна відбулося в серпні або в вересні (точна дата не відома) В «Історії Августів» розповідається це:
```
«Хитрість була такого роду. Галлієн ворогував з Авреолом, котрий присвоїв собі владу правителя; він щодня очікував грізного і невідворотного прибуття скороспілого імператора. Знаючи це, Марціан і Цекропій несподівано наказали передати Галлієну, що Авреол вже підходить. І ось, зібравши воїнів, Галлієн виступив ніби на вірну битву і тут був убитий підісланими вбивцями.…»
[
4
]
```

## Смерть Авреола
Після смерті Галієна до влади приходить Клавдій. Під час зіткнення з Авреолом біля моста, який сьогодні називається «мостом Авреола», Клавдій вбив його. На тому місці Клавдій зробив йому могилу дуже скромну як тирану, і на якій був зроблено надпис грецькою: 
«После многих боев победивши тирана, счастливый
 Клавдий могилой почтил, дав Авреолу ее
.Сам уцелев, он смертного долг и законы исполнил.
 Жить бы оставил его, если б не слушался чувств
 Храброго воина, жизнь отнимавшего у недостойных; 
 Вот почему пощадить он Авреола не мог. 
 Все-таки милостив был и останки его сохранил он,
Также ему посвятил мост Авреола и холм.»